# KS Kastrioti Krujë
KS Kastrioti Krujë este un club de fotbal din Krujë, Albania care evoluează în 
Kategoria superiore.